# Sikorsky Aircraft Corporation
Sikorsky Aircraft Corporation, subsidiaria de Lockheed Martin (hasta 2015 de UTC), es una empresa reconocida como líder mundial en el diseño y construcción de helicópteros con las tecnologías más avanzadas de la industria para uso comercial y militar. Los helicópteros Sikorsky son utilizados por las cinco ramas de las Fuerzas Armadas de los Estados Unidos, al igual que por fuerzas armadas internacionales y empresas comerciales en 40 naciones.

## Historia
Esta empresa fue fundada en 1923 por el ingeniero ucraniano-estadounidense Igor Sikorsky. Fue el creador del primer helicóptero estable de un solo rotor y totalmente controlable, el cual empezó su producción en 1942. En noviembre del 2015 fue vendida a Lockheed Martin.

## Productos

### Aviones
- Sikorsky S-29-A: Biplano de carga bimotor (1924)
- Sikorsky S-30: Biplano bimotor (1925)
- Sikorsky S-31: Monomotor (1925)
- Sikorsky S-32: Biplano monomotor tres /cuatro pasajeros (1926)
- Sikorsky S-33: "Messenger" (1925)
- Sikorsky S-34: prototipo (1927)
- Sikorsky S-35: prototipo (1926)
- Sikorsky S-36: Hidrocanoa anfibio 8 plazas (1927)
- Sikorsky S-37: "Guardian" (1927)
- Sikorsky S-38: Hidrocanoa anfibio bimotor ocho plazas (1928–1933)
- Sikorsky S-39: versión reducida y monomotora del S-38 de 5 plazas (1929–1932)
- Sikorsky S-40: "Flying Forest" Hidrocanoa 40 plazas (1931)
- Sikorsky S-41: Hidrocanoa anfibio trimotor/ 15 plazas (1931)
- Sikorsky S-42: "Clipper" Hidrocanoa cuatrimotor (1934–1935)
- Sikorsky S-43: "Baby Clipper" / 18 plazas (1935–1939)
- Sikorsky VS-44: Hidrocanoa cuatrimotor

### Helicópteros
- VS-300
- Sikorsky S-47: (R-4) (1942)
- Sikorsky S-48: (R-5/H-5) (1943)
- Sikorsky S-49: (R-6)
- Sikorsky S-51: (1946)
- Sikorsky S-52: (H-18) (1947)
- Sikorsky S-55: (1949)
- Sikorsky S-56: H-37A Mojave (1953)
- Sikorsky S-58: (1954)
- Sikorsky S-59: (XH-39) (1953)
- Sikorsky S-60: (1959)
- Sikorsky S-61: H-3 Sea King; ASW, SAR o transporte (1959)
- Sikorsky S-61R: CH-3, HH-3 "Jolly Green Giant", y HH-3F Pelican (1963)
- Sikorsky S-62: HH-52 Seaguard (1958)
- Sikorsky S-64: CH-54 Tarhe (1962)
- Sikorsky S-65: CH-53 Sea Stallion (1964)
- Sikorsky S-67: (1970)
- Sikorsky S-69: (1973)
- Sikorsky S-70, Sikorsky UH-60 Black Hawk, SH-60 Seahawk: (1974)
- Sikorsky S-72: (1975)
- Sikorsky S-75: (1984)
- Sikorsky S-76 Spirit: (1977)
- Sikorsky S-80: CH-53E Super Stallion (1974)
- Sikorsky S-92 y H-92 Superhawk/ CH-148 Cyclone: (1995)
- Sikorsky HH-53
- Sikorsky MH-53 Pave Low
- Sikorsky CH-53 K King Stallion
- Sikorsky X2: (2008)

### Otras aeronaves
- Sikorsky Cypher: UAV (1992)
- Sikorsky Cypher II: (2001)